# Colônia de Nova Gales do Sul
A Colônia de Nova Gales do Sul (em inglês:  Colony of New South Wales) foi uma colônia do Império Britânico que existiu de 1788 a 1901, quando se federou juntamente com as outras cinco colônias australianas para formar a Comunidade da Austrália.
A Colônia de Nova Gales do Sul foi criada em 1788 como uma colônia penal. Nova Gales do Sul detinha o maior território australiano, inicialmente a colônia incluía as áreas que se tornaram Queensland, Victoria, Tasmânia e Austrália Meridional. Em 1823, o New South Wales Act foi estabelecido e aprovado pelo Parlamento Britânico e um nível de governo autônomo foi criado dentro da colônia. Em 1855, Nova Gales do Sul alcançou o autogoverno com o Parlamento Britânico, concedendo a Nova Gales do Sul sua própria constituição. Com a Federação em 1 de janeiro de 1901, a colônia tornou-se o Estado de Nova Gales do Sul.